# Le Mesnil-Tôve
Le Mesnil-Tôve település Franciaországban, Manche megyében. Lakosainak száma 234 fő (2018. január 1.). Le Mesnil-Tôve Chérencé-le-Roussel, Bellefontaine, Juvigny-le-Tertre, Le Mesnil-Adelée és Le Mesnil-Gilbert községekkel határos.

## Népesség
A település népességének változása:
| Lakosok száma | 403  | 338  | 293  | 229  | 207  | 237  | 238  | 237  | 237  | 234  |
|               | 1968 | 1975 | 1982 | 1990 | 1999 | 2011 | 2013 | 2015 | 2017 | 2018 |